# Славщица
Сла̀вщица е село в Северна България. То се намира в община Угърчин, област Ловеч. Има преселници от него в Тетевен, Плевен, село Търнене (Плевенско), Горна Оряховица, София, Долни Дъбник, Сливен и други населени места.

## География
Има планински релеф.
На север граничи с гр. Угърчин, на изток със село Сопот, на юг със с. Малка Желязна и с. Български извор, на запад със с. Торос. Намира се на 5 км от магистралата София - Варна. През землището на селото минава река Калник.

## Религии
Основно християнско население. В селото се намира и православен храм.
Пролетен бал, Събор на църковния празник Свети Дух